# ВЕЦ „Въча 1“
Вижте пояснителната страница за други значения на Кричим.
ВЕЦ „Въча 1“ е водноелектрическа централа в южна България, разположена в землището на град Кричим. Тя е част от последното стъпало на Каскадата „Доспат-Въча“, собственост на Националната електрическа компания.

## Характеристики
Централата използва води от изравнителя „Въча“, който се пълни главно от води, вече обработени от ВЕЦ „Въча 2“. Главната ѝ деривация започва от изравнителя и преминава през напорен тунел с дължина 4,8 километра открит стоманен напорен тръбопровод с дължина 196 метра. ВЕЦ „Въча 1“ има 4 френсисови турбини с обща инсталирана мощност 15,4 MW и капацитет 20 m³/s при среден нетен пад от 83 метра. Средното годишно производство на електроенергия през 1973 – 2009 година е 11,9 GWh.

## История
Планирането на ВЕЦ „Въча“ започва през 1920 година от специално създадения за тази цел Воден синдикат „Въча“. Строежът му има голяма публичност като пилотен проект на лансираната от правителството на Александър Стамболийски идея за създаване на водни синдикати, кооперативни сдружения за оползотворяване на водните ресурси. Така централата е основен инфраструктурен проект за Междувоенния период и от ключово значение за Кооперативното движение в България.
Строителството на централата започва през 1923 година и преминава през поредица от технически и финансови проблеми, като е завършено само със значителна държавна подкрепа. Пусната е в експлоатация през 1933 година с два турбинни агрегата с обща мощност 7,6 MW, към които през 1949 година са добавени още два с обща мощност 8 MW.